# Flavobacteris (classe)
Flavobacteria és una classe de bacteris mediambientals que inclou un únic ordre, Flavobacteriales. Comprèn tres famílies: Flavobacteriaceae (15 gèneres), Myroidaceae (2 gèneres) i Blattabacteriaceae (un gènere).

## Famílies i gèneres
- Família Flavobacteriaceae
  - Flavobacterium
  - Bergeyella
  - Capnocytophaga
  - Cellulophaga
  - Chryseobacterium
  - Coenonia
  - Empedobacter
  - Gelidibacter
  - Ornithobacterium
  - Polaribacter
  - Psychroflexus
  - Psychroserpens
  - Riemerella
  - Saligentibacter
  - Weeksella
- Família Myroidaceae
  - Myroides
  - Psychromonas
- Família Blattabacteriaceae
  - Blattabacterium